# Anisolampra panfilovi
Anisolampra panfilovi es una especie de insecto blatodeo de la familia Blaberidae, subfamilia Epilamprinae y única representante del género Anisolampra. Se distribuye por China.